# Символика танца
Подобно музыке с её ритмичной структурой, танец выступает как символ мироздания. Ритмичному движению приписывают императивные функции, действующие в космическом масштабе; оно также подразумевает накопление и концентрацию силы или высвобождение энергии. Греческий писатель Лукиан Самосатский пишет, что «одновременно с происхождением первых начал вселенной возникла и пляска, появившаяся на свет вместе с ним, древним Эросом. А именно: хоровод звезд, сплетенье блуждающих светил…».
Древние танцы зарождались как базовая форма магии на заре культурной эволюции человечества. Изначально танец носил далеко не развлекательный характер. Это был некий способ общения, самовыражения, просвещения и даже способ массового внушения. Эти коллективные пляски несли в себе основные мифологические сюжеты, воплощали главные события из жизни людей, танец часто выступал в роли посредника между человеком и Богом, был молитвенным со священным действом, во время которого человек сливался с силами природы.

### Эволюция танца
- В древности, в эпоху Палеолита танцы были коллективные, массовые, отсутствовало понятие «зритель», так как участвовали все. Танец не воспринимался как развлекательное мероприятие, это было нечто неразделимое с течением жизни человека и несло ритуальные, коммуникационные, образовательные функции. Во время танца, путём копирования окружающего, подражанию различным животным, растениям и явлениям, человек познавал строение мира.
- В Древней Греции с появлением театра, и возросшей самоидентификацией человека, танец перестаёт быть чем-то естественным, переносится на сцену. У каждого появляется выбор — смотреть/не смотреть, возникает деление на зрителя и артиста.
- Средневековье дарит нам парные танцы, зародившиеся из культа Богоматери, культа прекрасной дамы. Символизировали собой священный брак, объединённые руки партнёров подразумевают скрепляющие их узы.
- В эпоху барокко появляется балет. Многократно усложняется форма, ритм и музыка, но в то же время акцент с духовно-ритуального содержания перемещается на внешнее совершенство и эстетику. Классовая система влияет на танец, появляется танец для избранных.
- 19-й век — Возникновение вальса. Ускорение ритма, усложнения формы, танец превращается в светское развлечение.
- 20-й век — Европейские танцы обогащаются латинскими и африканскими культурами, танцами с мощными и быстрыми ритмами, появляются твист, рок-н-ролл, линди хоп.
- Современный мир — Человек танцует один, наедине со своим внутренним миром. Массово — отношение к танцу поверхностное, танец утратил свою символическую силу и глубину. Ориентация современного танца на внешнюю эстетику, а не на духовного авторитета, обитающего извне и призываемого вовнутрь, привела к исчезновению почти всех символов.

### Основные фигуры и жесты.
- Круг (или хоровод) — выраженная космическая символика, относится к культу Луны и Солнца, а также культу плодородия — цикличной смене времён года, движению небесных светил, рождению и смерти. Также, так как главной характеристикой древнейших танцев была массовость, отсюда и проистекает необходимость кругового движения. По своей функции связан с защитой и ограждением.
- Волна — опять же воплощали культ плодородия, брачный период, любовные игры, дуальность мира, способствовали накоплению и концентрации энергии. Подобные ритмичные повторяющиеся движения вводили человека в особое трансовое состояние.
- Спираль раскручивающаяся — расширяющееся, дающее начало, символизирует одухотворяющую и оплодотворяющую энергию.
- Спираль закручивающаяся — символизирует воплощающую силу, исполнение желаний, концентрацию и накопление энергии.
- Кружение вокруг своей оси — через кружение вокруг своей собственной оси, в фигурах восьмерки или вокруг солнца человек воссоединяется с движениями вселенной, планет и атомов, галактик и электронов. Во время танца суфиев дервиши то закручиваются по часовой стрелке, символизируя творящую энергию, то наоборот — против, олицетворяя деструктивные вселенские силы.
- Жесты адорации — воздетые к небу или опущенные к земле руки, жест призывающий, просящий благости у богов и природы. Например, папуасы Новой Гвинеи используют подобные жесты во время танцев плодородия, воздевая руки к небу, а затем опуская их к земле, направляя таким образом солнечную энергию, даря земле силы.